# Vulsor sextus
Espèce
Vulsor sextus est une espèce d'araignées aranéomorphes de la famille des Viridasiidae.

## Distribution
Cette espèce est endémique de Madagascar.

## Description
La femelle holotype mesure 14 mm.

## Systématique et taxinomie
Cette espèce a été décrite par Strand en 1907.

## Publication originale
- Strand, 1907 : « Diagnosen neuer Spinnen aus Madagaskar und Sansibar. » Zoologische Anzeiger, vol. 31, p. 725-748 (texte intégral).